# Johann Wilhelm Ritter

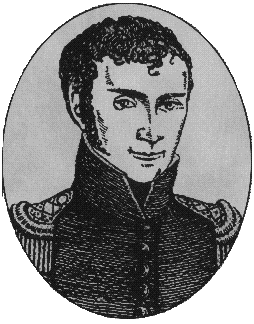
Johann Wilhelm Ritter, científico y filósofo de la época del Romanticismo Universal en Alemania

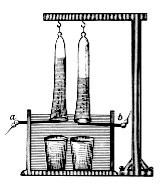
Ilustración de una electrólisis, aparato de Ritter, 1800

Johann Wilhelm Ritter (Samitz bei Hanau, Silesia, 16 de diciembre de 1776-Múnich, 23 de enero de 1810) fue un físico y filósofo alemán, recordado por haber construido en 1802 el primer acumulador de la historia, la primera celda electroquímica formada con 50 discos de cobre separados por discos de cartón humedecidos por una solución salina.

## Biografía
Johann Wilhelm Ritter nació en Samitz bei Hanau, Silesia, el 16 de diciembre de 1776. Trabajó inicialmente como farmacéutico, estudiando luego en Jena desde 1795. En 1804 fue nombrado miembro de la Academia de Múnich, donde falleció el 23 de enero de 1810.
Su personalidad es difícil de caracterizar, pues a sus innegables genialidad y amplitud de miras unía un carácter osado y entusiasta. Esto dotó de gran productividad a su corta vida, pero también le hizo ser propenso a las conclusiones precipitadas.
Sus principales aportaciones están relacionadas con el galvanismo, la pila voltaica y las características y efectos de la electricidad, especialmente los químicos. En 1799 estudió la oxidación o corrosión bimetálica, demostrando su carácter eléctrico y no meramente químico, como suponían sus contemporáneos; esta idea la extendió un tanto osadamente a todos los procesos químicos. Fue el primero en simplificar razonadamente la pila voltaica originaria, eliminando por innecesarias las dos piezas metálicas de sus extremos (1801). Equiparó la serie de las tensiones de contacto de los metales, establecida por Volta, con la de sus afinidades por el oxígeno.
En 1801 descubrió que los rayos invisibles situados justo detrás del extremo violeta del espectro visible eran especialmente efectivos oscureciendo el papel impregnado con cloruro de plata. Denominó a estos rayos "rayos desoxidantes" para enfatizar su reactividad química y para distinguirlos de los "rayos calóricos" (descubiertos por William Herschel) que se encontraban al otro lado del espectro visible. Poco después se adoptó el término "rayos químicos". Estos dos términos, "rayos calóricos" y "rayos químicos" permanecieron siendo bastante populares a lo largo del siglo XIX. Finalmente estos términos fueron dando paso a los más modernos de radiación infrarroja y ultravioleta respectivamente.
En 1802 construyó el primer acumulador de la historia, formado por 50 láminas de cobre separadas por 49 de cartón humedecido con agua salada, y experimentó con él, haciendo muchas observaciones originales, entre ellas la inversión de la polaridad, la importancia del tamaño de las placas y la recuperación del aparato tras las pausas, aunque equiparó erróneamente su naturaleza a la de un condensador electrostático. También hizo numerosos experimentos de electrólisis y se fijó explícitamente en la deposición metálica sobre el electrodo positivo, lo que le convierte en precursor de la galvanoplastia.